# Nurt (książka)
Nurt – opowieści biograficzne Wacława Berenta wydane w 1934.
Pierwsza część książki zawiera biografie takich postaci, jak Tadeusz Kościuszko, Onufry Kopczyński, Franciszek Karpiński i Julian Ursyn Niemcewicz. Bohaterem drugiej części jest Jan Henryk Dąbrowski. Biografie służą nie tylko przedstawieniu życia bohaterów. Są również pośrednim komentarzem do dyskusji społeczno-politycznych toczonych w latach 30. XX wieku oraz wyrazem historiozofii samego autora. Kontynuację opowieści stanowi tom Diogenes w kontuszu z 1937.